# Klarinét
A klarinét egyszerű nádnyelves fúvókával működő fúvós hangszer. A szimfonikus és fúvós zenekarok, a dzsessz, klezmer, cigányzenei és népzenei együttesek fontos hangszere. Hangterjedelme az összes fúvós hangszer között a legnagyobb, közel négy oktáv, legmélyebb hangja e, legmagasabb hangja c''''.

## Története
A nádnyelves hangszerek közül talán a klarinétnak van a legrégibb múltja. A nádból készült egyszerű idioglott pásztorsípok (vagyis ahol a sípnyelv a test anyagából van hasítva, pl. a magyar nádduda) működési elvük alapján rokoníthatók vele, hiszen ezek is egynyelves nádsíppal és hengeres „furattal” rendelkeznek. A középkortól chalumeau nevű elődje volt használatban, de csupán népi hangszerként. Johann Christoph Denner (1655-1707) újításai (1701 és 1704 között) tették lehetővé a hangszer hangterjedelmének kiszélesítését, illetve, hogy ezt a hangterjedelmet kvintelő jellege ellenére megszakítás nélkül foghassa át. Denner újítása, az átfúvólyuk révén megszólaltatható lett egy magasabb regiszter, melynek hangzása vetekedett a 18. századi trombita magas, fényes clarino regiszterének hangjával. A hangszer innen is kapta a nevét: clarinetto. Johann Gottfried Walther 1732-ben megjelent Zenei Lexikonában említést tesz a clarinetto-ról, melyet egy széles fúvókával rendelkező, távolról trombitának hangzó hangszerként említ. Ez a hangzás meghatározta a hangszer zenekarban betöltött szerepét is. 

A 18. század végétől a zeneszerzők nagyobb jelentőséget tulajdonítottak a hangszer alsóbb regisztereinek, így a korábbi harsány, trombitaszerű hangzás helyett a lágyabb, sötétebb tónus került előtérbe. Ennek legnagyobb úttörője Wolfgang Amadeus Mozart (1756-1791) volt, aki az A-Dúr klarinétverseny (KV. 622) megírásával nagyban ösztönözte a zeneszerzőket a klarinét teljes hangterjedelmének kihasználására. 
Hyacinthe Klosé klarinétművész és Louis-Auguste Buffet hangszerkészítő együttműködésével 1839 és 1843 között fejlődött ki a „francia rendszerű” (Boehm) hangszer. Klosé és Buffet a fuvola Theobald Böhm által kifejlesztett billentyűzetét adaptálták a hangszerre. Németországban és Ausztriában a régebbi, Iwan Müller által kifejlesztett „német rendszerű” (Öhler) klarinét terjedt el. A klarinét zenekarbeli státusza Beethoven munkássága révén vált véglegessé.
Napjainkban a klarinét széles körben használt hangszer. A fúvószenekarban a klarinét olyan, mint a szimfonikus zenekarban a hegedű, több szólamot is alkalmaznak benne, több hangszerrel. A nagyzenekarban 2-3 klarinét és egy basszusklarinét, a kamarazenekarban pedig 1-2 klarinét lehet.

## Részei

### A nád
A klarinét hangja egy nádból készült vékony lemezke rezgéséből ered. Ez a nádnyelvecske kb. 1–2 mm vastag, egyik felülete sík, a száj felőli vége 0,1 mm-re el van vékonyítva, a másik vége a hangszer csőrszerű fúvókájához van erősítve úgy, hogy befedhesse az azon lévő befúvó nyílást. Megfúvásakor rácsapó nyelvként működik, tehát periodikusan nyitja-zárja a levegő útját, ezáltal nyomásingadozást hoz létre. Ebből adódóan a hangszer akusztikai szempontból egyik végén (a sípnál) zárt csőnek tekinthető. A nádnyelv kényszerrezgést végez, rezgésszámát a hangszertest csőrezonanciájának móduszai határozzák meg. Mivel a nád a zenész alsó ajkával érintkezik, annak is szerepe van a hangképzésben, feszessége, szorítása hatással van a létrejövő hang milyenségére.
A nádakat 1-től 5-ig számozzák, a legelterjedtebb a 2-es, a 2,5-ös és a 3-as. Művészek legalább 3-as nádakat használnak. Számozásuk a nád hajlékonyságából adódik, minél nagyobb a szám, annál erősebb, nehezebben hajló.

### A test
A klarinét testének anyaga hagyományosan grenadilfa, de készülhet még paliszanderfélékből, afrikai fekete fából, műanyagból, vagy fémből is. A test anyaga a napjainkban egyre elterjedtebb „green line” is lehet, egy szénszálakkal vegyített ébenporból készült anyagból.
Az oboa kúpszerű furatától eltérően belső ürege hengeres, de az alsó vége felé tölcsérszerűen kiszélesedő. A leggyakrabban használt B-klarinét furatának átmérője 14–15 mm körüli. A legtöbb fafúvós hangszerhez hasonlóan a különböző hangmagasságok előállítására hanglyukak szolgálnak, amelyek a rezonáló légoszlop hosszúságát szabályozzák a hangszertestben. A hanglyukak nyitását-zárását bonyolult, fémből készült billentyűzet végzi, mely elősegíti, hogy minden kromatikus hang pontosan megszólaltatható legyen.
A klarinét teste akusztikai szempontból egyik végén zárt hengeres csőként viselkedik, ami azt eredményezi, hogy a klarinét kvintelő hangszer. Ez azt jelenti, hogy hangspektruma túlnyomórészt a páratlan rendszámú részhangokat tartalmazza, tehát az első megszólaló felhang az alaphangtól nem oktáv, hanem duodecima (oktáv(8) + kvint(5)) távolságra van. Ennek nem csak a hangszín szempontjából van jelentősége, hanem abban is, hogy átfújáskor is ennyivel lesz magasabb a hangja. Ebből következik, hogy egy-egy fekvésben, regiszterben 19 alaphangot kell képezni, ezért a klarinétnak bonyolultabb, összetettebb billentyűzetre van szüksége, mint mondjuk a fuvolának.

### A klarinét részei
- fúvóka (szorítóval, ami a nádat fogja a fúvókához)
- nád
- hordó (ezzel a részével lehet hangolni)
- felső rész
- alsó rész
- tölcsér

### Billentyűzettípusok
Két fajta billentyűzettípus terjedt el napjainkban:
- Német rendszer
- Böhm (vagy francia) rendszer

## Klarinét hangszercsalád
| név                               | alaphang     | használata |
| --------------------------------- | ------------ | --- |
| szopranínó (vagy pikoló) klarinét | asz' vagy g' | Egészen kis méretű, általában a sramli-együttesek, valamint osztrák, spanyol és olasz fúvószenekarok ritka tagja. Szólamát gyakran játsszák kis klarinéton. (pl.: Mozart: Figaro házassága, nyitány) |
| kis (vagy Esz-) klarinét          | esz'         | Éles hangú, elsősorban fúvószenekarokban szerepel. (pl.: Berlioz: Fantasztikus szimfónia, 5. tétel, Boszorkányszombat), megtalálható a dél-alföldi magyar népzenében (tekerőlanttal kiegészülve) |
| D-klarinét                        | d'           | Ritkán fordul elő, elsősorban a vidámság, a tréfa, vagy szenvedélyek illusztrálására. (pl.: Liszt Ferenc: Mazeppa) |
| C-klarinét                        | c'           | A 19. század folyamán a klarinét szólamát transzponálatlanul jegyezték le, ezért a szimfonikus zenekarokban (a kevés előjegyzésű darabokban) kedveltebb volt a B-klarinétnál. A fúvószenekarok elterjedésével a B és Esz hangolás vált uralkodóvá a klarinét családban. Ma a C-klarinétra íródott műveket gyakran fújják transzponálva, B klarinéton. A C-klarinét hangját a 19. században „közönségesnek” írták le. (pl. Richard Strauss: Rózsalovag, kocsmazene) |
| B-klarinét                        | b            | Zenei stílustól függetlenül ma ez a legelterjedtebb klarinéttípus. |
| A-klarinét                        | a            | Viszonylag elterjedt típus, transzponáló hangszer. A több keresztes előjegyzésű darabok klarinétszólama A klarinéton, a több b-s előjegyzésű darabok B-klarinéton egyszerűbbek. (pl.: Mozart: A-dúr klarinétverseny) |
| clarinetto d'amore                | asz vagy g   | A 18. század végén és 19. század elején volt használatos a bécsi klasszikus fúvószenében, az oboa d’amoréhoz hasonlóan teste körte alakú tölcsérben végződik. |
| basszetkürt                       | f            | A 18. század végén kialakult hangszer. Alakja egykor jellegzetesen megtört volt, ma egyenes és pipa formában egyaránt gyártják. (pl.: Mozart: Requiem; Mozart klarinétversenye eredetileg szintén basszetkürtre íródott) |
| altklarinét                       | esz          | A 20. század folyamán terjedt el a kamarazenében, főleg Angliában és Amerikában. Európában a basszetkürtöt használják. (pl.: Igor Stravinsky: Threni) |
| basszusklarinét                   | B            | Elterjedt típus, a kortárs zenében, fúvószenekarokban, dzsesszben, szimfonikus zenekarban egyaránt használják. (pl.: Csajkovszkij: Diótörő, Cukorkatündér tánca) |
| kontraaltklarinét                 | Esz          | Nagyon ritka hangszer, csak napjainkban van elterjedőben fúvószenekarokban és a modern komolyzenében. (pl.: John Williams: Harry Potter and the Prisoner of Azkaban, The Knight Bus) Nagy szekunddal magasabb, F hangolású testvére a kontrabasszetkürt. |
| kontrabasszus-klarinét            | Kontra B     | Ritka hangszer, két oktávval mélyebben szól, mint a normál B-klarinét. (pl.: Richard Strauss: Josephslegende) |
| oktokontraalt-klarinét            | Kontra Esz   | Két oktávval mélyebben szól, mint az altklarinét. Eddig összesen 3 db-ot készítettek belőle, azt is a Leblanc gyár. (Irodalma elhanyagolható, Terje Lerstad írt rá néhány művet.) |
| oktokontrabasszus-klarinét        | Szubkontra B | Az eddig készített legmélyebb tónusú klarinét. A zongora legalsó hangja alatti B-ig van a hangterjedelme. Egy darab készült belőle, a Leblanc gyár jóvoltából. Terje Lerstad és Adam Gilberti komponált rájuk szólódarabokat, vagy írt rájuk szólamot kamaraegyüttesben. |

## Ismertebb művek klarinétra
- Wolfgang Amadeus Mozart:

A-dúr klarinétverseny (K. 622)
A-dúr klarinétötös (K. 581)
- Ludwig van Beethoven:

B-dúr trió (op. 11)
- Johannes Brahms:

Trió klarinétra, csellóra és zongorára (op. 114)
Két szonáta klarinétra és zongorára (op. 120 No. 1, No. 2)
h-moll kvintett klarinétra és vonósokra (op. 115)
- Robert Schumann:

Három Fantasiestücke zongorára és klarinétra (op. 73)
Meseképek (klarinét, brácsa, zongora, op. 132)
- Carl Maria von Weber:

B-dúr klarinétkvintett (op. 34)
Hét variáció a Silvana című opera egy témájára klarinétra és zongorára (B-dúr, op. 33)
f-moll és Esz-dúr klarinétverseny (op. 73, op. 74)
Concertino klarinétra és zenekarra (op. 26)
- Igor Stravinsky:

Három darab szóló klarinétra
A katona története - változat hegedűre, klarinétra és zongorára
- Bartók Béla:

Kontrasztok hegedűre, klarinétra és zongorára
- Olivier Messiaen:

Quatuor pour la fin du temps klarinétra, heredűre, csellóra és zongorára
- Kovács Béla:

Hommages à Bartók Béla, Claude Debussy, Carl Maria von Weber, Manuel de Falla, Aram Hacsaturján, Kodály Zoltán, Niccolò Paganini, Johann Sebastian Bach, Richard Strauss, George Gershwin